# Кікі Сміт
Кікі Сміт (англ. Kiki Smith, нар. 18 січня 1954 р. Нюрнберг) — американська художниця, скульпторка та графік.

## Біографія
Кікі народилася в Німеччині, будучи однією з трьох дочок скульптора-мінімаліста Тоні Сміта; мати — оперна співачка Джейн Лоуренс Сміт. Виросла у містечку Саут-Оранж, штат Нью-Джерсі. Стала цікавитися мистецтвом в юності, допомагаючи батькові в його роботі зі створення картонних моделей майбутніх скульптур. 
У 1974—1976 роках навчалася в Школі мистецтв Гартфорда (Коннектикут), однак курсу не закінчила. Тоді ж переїхала в Нью-Йорк, де понині живе і працює. У 1985 році пройшла навчання на санітара в одному з бруклінських госпіталів — з метою кращого вивчення людського тіла, що їй необхідно було як скульпторці.
Наприкінці 1970-х років Кікі — перебуваючи під впливом таких майстрів, як Луїза Буржуа, Єва Гессе та Ненсі Сперо — бере участь у роботі художньої групи Colab з інсталяції в 1980 році виставки «Таймс-Сквер» (Times Square Show). Надалі її графічні роботи — особливо в ранній період творчості — кольоровий друк на тканинах, зокрема, на одязі. Як скульпторка Кікі працює з найрізноманітнішими матеріалами, в тому числі з бронзою, рисовим папером і склом. Склом Кікі починає займатися в 1985 році, на Нью-Йоркській експериментальній майстерні скла (New York Experimental Glass Workshop). Своєю творчістю Сміт практично завжди зачіпала соціальну тематику сучасному житті Америки. Так, після появи в країні вірусу імунодефіциту (ВІЛ) і смерті від СНІДу її сестри Сміт виставляє досить провокативну роботу «Гра часу» Game Time (1986): 12 наповнених кров'ю скляних посудин, вмонтованих в колоду, з підписом: «12 пінт крові з людського тіла. Десь так» («There are approx. 12 pints of blood in the human body.»). На тему абортів вона відгукнулася бронзовою статуєю Womb (1986): зображує матку, що відкривається, яку глядач бачить порожньою.
На початку 1990-х художниця створює людські статуї в натуральну величину, не приховуючи в тому числі і потворностей тіла. Так, її першою роботою, виставленою в 1990, були виконані з бджолиного воску голі чоловіче і жіноче тіла, покриті — як внаслідок заразної хвороби — червоними плямами, що мляво висіли в метрі одне від одного. З жіночих грудей тече материнське молоко, у чоловіка по нозі — сім'яна рідина. Кікі Сміт постійно намагається у своїх творах — скульптурах та інсталяціях — розшифрувати анатомію людини та роботу її тіла, приховану від нас — обмін рідинами між органами, діяльність системи травлення, виділення продуктів життєдіяльності. В кінці 1990-х художницю захоплюють нові теми живої природи і космосу, казкових світів і тварин. Їх вона втілює і в скульптурі, і в живописі. Крім цього, К.Сміт створила цілу серію автопортретів.
Персональні виставки Сміт мали місце в Єрусалимі, датському Хумлебеку (1994), Любеку, Лос-Анджелесі, Монреалі (1996), Ганновері (1998), Ульмі (2001), Нью-Йорку (2003), Барселоні (2009), Сан-Джиміньяно (2014). Брала участь у міжнародних виставках сучасного мистецтва в Касселі Documenta Х (1997), в паризькому Центрі Помпіду (1995), Венеціанському бієнале (1993). Роботи її зберігаються в найбільших музеях Америки і Європи, в тому числі в Британському музеї, Музеї сучасного мистецтва Лос-Анджелеса, Музеї образотворчих мистецтв Бостона та ін.
З 2012 року Кікі Сміт — член Американської академії мистецтв і наук.